# Jane Allsop
Jane Claire Allsop (Oxford, 3 luglio 1975) è un'attrice britannica.
Conosciuta per il ruolo di Jo Parrish nella serie televisiva Blue Heelers - Poliziotti con il cuore.

## Biografia
Jane Allsop è nata in Inghilterra ad Oxford e pochi mesi dopo la sua nascita, i genitori John ed Helen si trasferiscono negli Stati Uniti. Il padre, chirurgo, deve spostarsi spesso per lavoro e dopo appena due anni la famiglia si deve nuovamente trasferire in Australia a Melbourne.
Jane, all'età di 13 anni, durante un corso di recitazione, conosce il suo futuro marito David Serafin. Si sposeranno nel maggio del 2006 ed avranno due figli: Indiana Zac Serafin e Jagger Zac Serafin.
Attualmente vivono tutti a Melbourne.

## Filmografia

### Attrice
- Kangaroo Palace (1997) - (film TV)
- Nella mente dell'assassino (Halifax f.p: Afraid of the Dark) (1998) - (film TV)
- State Coroner (1998) - (serie TV 1 episodio)
- Driven Crazy (1998) - (serie TV 1 episodio)
- The Adventures of Lano & Woodley (1999) - (serie TV 1 episodio)
- Guru Wayne (2002)
- Blue Heelers - Poliziotti con il cuore (Blue Heelers) (1997-2004) - (serie TV 78 episodi)
- Holly's Heroes (2005) - (serie TV 1 episodio)
- MDA (serie TV) (2005) - (serie TV 4 episodii)
- Last Man Standing (serie TV 2005) (2005) - (serie TV 3 episodi)
- The Deal (film 2006) (2006)
- The King (film 2007) (2007) - (film TV)
- Neighbours (1995-2007) - (serie TV 5 episodi)
- City Homicide (2009) - (serie TV 1 episodio)
- Attack (film) (2010)
- So che ci sei (Matching Jack) (2010)
- Tangle (serie televisiva) (2010) - (serie TV 4 episodi)
- Rusch (serie televisiva) (2010) - (serie TV 7 episodi)
- Underbelly Files: Tell Them Lucifer Was Here (2010) - (film TV)